# Лос-Фламенкос
Национальный заповедник Лос-Фламенкос (исп. Reserva Nacional Los Flamencos  — «заповедник фламинго») был создан в 1990 CONAF, он имеет 73 986 га и расположен в коммуне Сан-Педро-де-Атакама, области Антофагаста, в Чили.
Этот заповедник разделен на семь секторов, расположенных на различной высоте, каждый с особыми климатическими условиями. Каждый из секторов обладает различным растительным и животным миром. В состав заповедника входит долина Вайе-де-ла-Луна. 
Некоторые места заповедника обладают археологической важностью, так как в них находятся следы доколумбовых поселков (например деревня Тулор).